# Typologia opisu
Ze względu na pozycję wyliczenia i sposoby strukturalizacji elementów można wyodrębnić pięć typów opisu:
- opis anarchaiczny
- opis z ramą uspójniającą
- opis z dominantą semantyczną
- opis kinetyczny
- opis deformujący przestrzeń[1]

## Opis anarchiczny
Jest to najprostszy typ opisu. Jego podstawową techniką jest metoda wyliczenia, wyliczenie to zaś nie zna ograniczeń – ma budowę otwartą. Anafory, powtórzenia służą podkreśleniu jednorodności wyliczenia. Najczęściej jednak taki szereg pełni funkcję żartobliwą.
Philippe Hamon stwierdził, iż opis taki winien zostać uporządkowany i shierarchizowany, gdyż wtedy ułatwia to czytelność odbiorcy, lecz powoduje banalizację i spłycenie wartości artystycznych.

## Opis z ramą uspójniającą
Owa rama sygnalizuje początek, jak i koniec opisu. Rama uspójniająca polega na powtórzeniu tej samej formuły językowej, która wpier we wstępie występuje jako wprowadzenie do tematyki opisu, zaś na końcu służy podsumowaniu.

## Opis z dominantą semantyczną
Taki opis nie rezygnuje całkowicie z wyliczenia, zatem ma formę anarchaiczną, lecz szereg podporządkowany jest dominancie, która zastępuje niejako ramę uspójniającą. Najczęściej dominantę stanowi metafora lub porównanie. Aby jednak czytelnik scalił poprawnie opis musi wpierw bezbłędnie odczytać zakodowaną dominantę semantyczną.

## Opis kinetyczny
Ten typ opisu polega na ukazaniu aktywności danego przedmiotu – ukazania jej w ruchu. Ten typ opisu jest najbardziej chwalony przez krytyków literackich. Opis kinetyczny poza tym stanowi swoistego rodzaju charakterystykę pośrednią postaci, której ukazana jest ruchowość i gestykulacja. Nie tylko jednak ten typ opisu znajdzie zastosowanie przy charakterystyce materii żywych, również przedmioty martwe mogą być przezeń określane. Wówczas standardem będzie użycie takich środków stylistycznyćh jak: personifikacja oraz animizacja. Ożywczą moc osiągnie opisywany przedmiot, gdy ukaże się go w trakcie procesu jego powstawania.

## Opis deformujący przestrzeń
Ten typ opisu uaktywnia całą przestrzeń, która ulega deformacji. Deformacja przestrzenna jest wynikiem danej perspektywy obserwatora – w zależności od zajmowanego stanowiska wobec opisywanego przedmiotu. Szczególnie znamienny jest punkt widzenia z góry i oddalenia – najgłębszy efekt deformacji.Taki opis może być podwójnie zdynamizowany: jeśli obserwator będzie opisywał ruch i jednocześnie sam będzie się poruszał.